# Gran Premio motociclistico del Giappone 2012
Il Gran Premio motociclistico del Giappone 2012 è stato il quindicesimo Gran Premio della stagione 2012. Le gare si sono disputate il 14 ottobre 2012 presso il circuito di Motegi.
La gara della MotoGP ha visto la quinta vittoria stagionale per Daniel Pedrosa davanti a Jorge Lorenzo e ad Álvaro Bautista, in competizione per il podio durante la corsa con Cal Crutchlow, fermatosi all'ultimo giro senza carburante. Pedrosa ha ridotto così il distacco in classifica da Lorenzo a 28 punti.
In Moto2 a vincere, per l'ottava volta in stagione, è stato Marc Márquez, in rimonta dopo un errore nella fase di partenza. Il pilota spagnolo non aveva infatti inserito la prima marcia, lasciando la moto in folle. Sorpassato dagli altri piloti, riesce a partire trovandosi però in ultima posizione. Márquez riesce a rimontare, tagliando per primo il traguardo davanti a Pol Espargaró e a Esteve Rabat. Con questo successo Márquez ha incrementato il vantaggio su Espargaró a 53 punti.
In Moto3 prima vittoria nel motomondiale per Danny Kent, davanti a Maverick Viñales e Alessandro Tonucci, quest'ultimo al suo primo podio nel contesto iridato. Il leader della classifica Sandro Cortese ha chiuso sesto dopo un contatto all'ultimo giro con lo stesso Tonucci; sempre nell'ultimo giro, collisione nel gruppo di testa tra Luis Salom e Jonas Folger costretti al ritiro. In classifica Cortese ha aumentato il vantaggio sul secondo, Viñales, a 56 punti.

## MotoGP

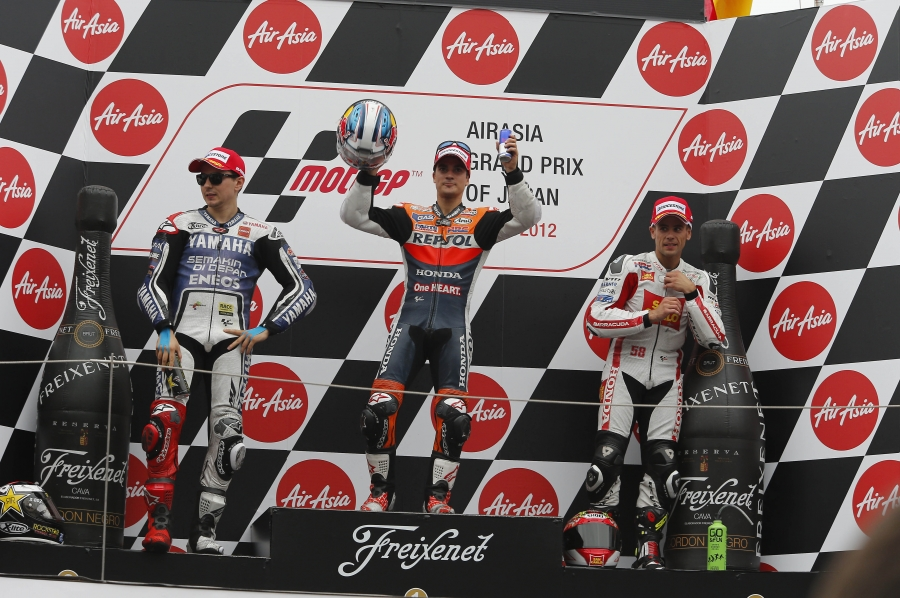
Lorenzo, Pedrosa e Bautista, sul palco di premiazione del podio dopo aver concluso rispettivamente in seconda, prima e terza posizione la gara della classe MotoGP

Casey Stoner fa il suo rientro dall'infortunio patito a Indianapolis, mentre Iván Silva riprende il posto che aveva ceduto a David Salom nei due Gran Premi precedenti e Roberto Rolfo sostituisce Mattia Pasini al team Speed Master. In questa occasione è presente anche Katsuyuki Nakasuga su Yamaha in qualità di wildcard.

### Arrivati al traguardo
| Pos | Nº | Pilota             | Squadra                   | Motocicletta | Giri | Tempo     | Griglia | Punti |
| --- | -- | ------------------ | ------------------------- | ------------ | ---- | --------- | ------- | ----- |
| 1   | 26 | Daniel Pedrosa     | Repsol Honda              | Honda        | 24   | 42:31.569 | 2       | 25    |
| 2   | 99 | Jorge Lorenzo      | Yamaha Factory Racing     | Yamaha       | 24   | +4.275    | 1       | 20    |
| 3   | 19 | Álvaro Bautista    | San Carlo Honda Gresini   | Honda        | 24   | +6.752    | 5       | 16    |
| 4   | 4  | Andrea Dovizioso   | Monster Yamaha Tech 3     | Yamaha       | 24   | +16.397   | 6       | 13    |
| 5   | 1  | Casey Stoner       | Repsol Honda              | Honda        | 24   | +20.566   | 7       | 11    |
| 6   | 6  | Stefan Bradl       | LCR Honda                 | Honda        | 24   | +24.567   | 8       | 10    |
| 7   | 46 | Valentino Rossi    | Ducati Team               | Ducati       | 24   | +26.072   | 9       | 9     |
| 8   | 69 | Nicky Hayden       | Ducati Team               | Ducati       | 24   | +36.724   | 10      | 8     |
| 9   | 21 | Katsuyuki Nakasuga | Yamaha YSP Racing         | Yamaha       | 24   | +36.794   | 11      | 7     |
| 10  | 8  | Héctor Barberá     | Pramac Racing             | Ducati       | 24   | +1:10.729 | 12      | 6     |
| 11  | 17 | Karel Abraham      | Cardion AB Motoracing     | Ducati       | 24   | +1:15.658 | 15      | 5     |
| 12  | 41 | Aleix Espargaró    | Power Electronics Aspar   | ART          | 24   | +1:22.769 | 13      | 4     |
| 13  | 5  | Colin Edwards      | NGM Mobile Forward Racing | Suter        | 24   | +1:24.968 | 16      | 3     |
| 14  | 77 | James Ellison      | Paul Bird Motorsport      | ART          | 24   | +1:29.388 | 20      | 2     |
| 15  | 51 | Michele Pirro      | San Carlo Honda Gresini   | FTR          | 24   | +1:34.612 | 18      | 1     |
| 16  | 84 | Roberto Rolfo      | Speed Master              | ART          | 24   | +1:50.853 | 21      |       |

### Ritirati
| Nº | Pilota          | Squadra                 | Motocicletta | Giri | Griglia |
| -- | --------------- | ----------------------- | ------------ | ---- | ------- |
| 35 | Cal Crutchlow   | Monster Yamaha Tech 3   | Yamaha       | 23   | 3       |
| 9  | Danilo Petrucci | Came IodaRacing Project | Ioda-Suter   | 23   | 19      |
| 22 | Iván Silva      | Avintia Blusens         | BQR          | 14   | 22      |
| 14 | Randy de Puniet | Power Electronics Aspar | ART          | 14   | 14      |
| 11 | Ben Spies       | Yamaha Factory Racing   | Yamaha       | 1    | 4       |
| 68 | Yonny Hernández | Avintia Blusens         | BQR          | 1    | 17      |

## Moto2
Randy Krummenacher e Marco Colandrea, infortunati, vengono sostituiti rispettivamente da Jesko Raffin e Kōta Nozane. Claudio Corti viene rimpiazzato dal team Italtrans Racing con Toni Elías.
Nel Gran Premio di Francia Anthony West era risultato positivo a controlli antidoping, per tale motivo il 31 ottobre 2012 dopo il GP d'Australia è stata presa la decisione di annullare il risultato ottenuto in Francia e di squalificarlo per un mese, cosa che non gli ha permesso di partecipare all'ultima tappa del campionato 2012, a Valencia. In seguito, il 28 novembre 2013, vengono annullati tutti i suoi risultati ottenuti nei 17 mesi successivi al GP di Francia della stagione precedente, fra cui quello di questa gara.

### Arrivati al traguardo
| Pos | Nº | Pilota               | Squadra                   | Motocicletta | Giri | Tempo     | Griglia | Punti |
| --- | -- | -------------------- | ------------------------- | ------------ | ---- | --------- | ------- | ----- |
| 1   | 93 | Marc Márquez         | Catalunya Caixa Repsol    | Suter        | 23   | 42:56.171 | 2       | 25    |
| 2   | 40 | Pol Espargaró        | Pons 40 HP Tuenti         | Kalex        | 23   | +0.415    | 1       | 20    |
| 3   | 80 | Esteve Rabat         | Pons 40 HP Tuenti         | Kalex        | 23   | +9.584    | 3       | 16    |
| 4   | 45 | Scott Redding        | Marc VDS Racing           | Kalex        | 23   | +11.069   | 4       | 13    |
| 5   | 12 | Thomas Lüthi         | Interwetten-Paddock       | Suter        | 23   | +11.595   | 5       | 11    |
| 6   | 3  | Simone Corsi         | Came IodaRacing Project   | FTR          | 23   | +18.383   | 12      | 10    |
| 7   | 30 | Takaaki Nakagami     | Italtrans Racing          | Kalex        | 23   | +18.672   | 11      | 9     |
| 8   | 5  | Johann Zarco         | JIR Moto2                 | Motobi       | 23   | +28.226   | 6       | 8     |
| 9   | 49 | Axel Pons            | Pons 40 HP Tuenti         | Kalex        | 23   | +28.451   | 13      | 7     |
| 10  | 77 | Dominique Aegerter   | Technomag-CIP             | Suter        | 23   | +28.599   | 19      | 6     |
| 11  | 60 | Julián Simón         | Blusens Avintia           | Suter        | 23   | +28.971   | 8       | 5     |
| 12  | 81 | Jordi Torres         | Mapfre Aspar              | Suter        | 23   | +29.815   | 16      | 4     |
| 13  | 19 | Xavier Siméon        | Tech 3 Racing             | Tech 3       | 23   | +39.783   | 22      | 3     |
| 14  | 63 | Mike Di Meglio       | Kiefer Racing             | Kalex        | 23   | +39.868   | 23      | 2     |
| 15  | 72 | Yūki Takahashi       | NGM Mobile Forward Racing | FTR          | 23   | +39.970   | 14      | 1     |
| 16  | 36 | Mika Kallio          | Marc VDS Racing           | Kalex        | 23   | +40.763   | 15      |       |
| 17  | 29 | Andrea Iannone       | Speed Master              | Speed Up     | 23   | +40.900   | 18      |       |
| 18  | 18 | Nicolás Terol        | Mapfre Aspar              | Suter        | 23   | +44.379   | 9       |       |
| 19  | 15 | Alex De Angelis      | NGM Mobile Forward Racing | FTR          | 23   | +46.507   | 17      |       |
| 20  | 14 | Ratthapark Wilairot  | Thai Honda PTT Gresini    | Suter        | 23   | +55.561   | 25      |       |
| 21  | 88 | Ricard Cardús        | Arguiñano Racing          | AJR          | 23   | +55.815   | 21      |       |
| 22  | 75 | Tomoyoshi Koyama     | Technomag-CIP             | Suter        | 23   | +56.051   | 27      |       |
| 23  | 23 | Marcel Schrötter     | Desguaces La Torre SAG    | Bimota       | 23   | +56.492   | 24      |       |
| 24  | 8  | Gino Rea             | Federal Oil Gresini       | Suter        | 23   | +58.417   | 28      |       |
| 25  | 22 | Alessandro Andreozzi | S/Master Speed Up         | Speed Up     | 23   | +1:12.398 | 26      |       |
| 26  | 82 | Elena Rosell         | QMMF Racing               | Speed Up     | 23   | +1:39.841 | 31      |       |
| 27  | 57 | Eric Granado         | JIR Moto2                 | Motobi       | 23   | +1:40.787 | 32      |       |
| 28  | 20 | Jesko Raffin         | GP Team Switzerland       | Kalex        | 22   | +1 giro   | 30      |       |

### Ritirati
| Nº | Pilota        | Squadra          | Motocicletta | Giri | Griglia |
| -- | ------------- | ---------------- | ------------ | ---- | ------- |
| 24 | Toni Elías    | Italtrans Racing | Kalex        | 19   | 10      |
| 38 | Bradley Smith | Tech 3 Racing    | Tech 3       | 3    | 7       |

### Squalificati
| Nº | Pilota       | Squadra     | Motocicletta | Giri | Tempo   | Griglia |
| -- | ------------ | ----------- | ------------ | ---- | ------- | ------- |
| 95 | Anthony West | QMMF Racing | Speed Up     | 23   | +29.609 | 20      |
| 31 | Kōta Nozane  | SAG Team    | FTR          | 6    |         | 29      |

## Moto3
Luigi Morciano non partecipa al Gran Premio per infortunio, mentre Jasper Iwema si separa dal team Moto FGR e viene sostituito da Josep Rodríguez. In questo Gran Premio sono iscritti due piloti in qualità di wildcard, vale a dire Hyuga Watanabe e Yuudai Kamei, entrambi su Honda.

### Arrivati al traguardo
| Pos | Nº | Pilota              | Squadra                   | Motocicletta | Giri | Tempo     | Griglia | Punti |
| --- | -- | ------------------- | ------------------------- | ------------ | ---- | --------- | ------- | ----- |
| 1   | 52 | Danny Kent          | Red Bull KTM Ajo          | KTM          | 20   | 40:02.775 | 1       | 25    |
| 2   | 25 | Maverick Viñales    | Blusens Avintia           | FTR Honda    | 20   | +0.260    | 2       | 20    |
| 3   | 19 | Alessandro Tonucci  | Team Italia FMI           | FTR Honda    | 20   | +2.352    | 5       | 16    |
| 4   | 42 | Álex Rins           | Estrella Galicia 0,0      | Suter Honda  | 20   | +3.404    | 13      | 13    |
| 5   | 63 | Zulfahmi Khairuddin | AirAsia-Sic-Ajo           | KTM          | 20   | +3.645    | 4       | 11    |
| 6   | 11 | Sandro Cortese      | Red Bull KTM Ajo          | KTM          | 20   | +13.394   | 3       | 10    |
| 7   | 44 | Miguel Oliveira     | Estrella Galicia 0,0      | Suter Honda  | 20   | +15.523   | 11      | 9     |
| 8   | 96 | Louis Rossi         | Racing Team Germany       | FTR Honda    | 20   | +15.739   | 8       | 8     |
| 9   | 7  | Efrén Vázquez       | JHK t-shirt Laglisse      | FTR Honda    | 20   | +15.946   | 9       | 7     |
| 10  | 5  | Romano Fenati       | Team Italia FMI           | FTR Honda    | 20   | +16.129   | 10      | 6     |
| 11  | 61 | Arthur Sissis       | Red Bull KTM Ajo          | KTM          | 20   | +16.223   | 14      | 5     |
| 12  | 27 | Niccolò Antonelli   | San Carlo Gresini         | FTR Honda    | 20   | +16.371   | 12      | 4     |
| 13  | 31 | Niklas Ajo          | TT Motion Events Racing   | KTM          | 20   | +28.368   | 23      | 3     |
| 14  | 12 | Álex Márquez        | Ambrogio Next Racing      | Suter Honda  | 20   | +28.375   | 17      | 2     |
| 15  | 84 | Jakub Kornfeil      | Redox-Ongetta-Centro Seta | FTR Honda    | 20   | +28.509   | 19      | 1     |
| 16  | 81 | Hyuga Watanabe      | Project U 7C Harc         | Honda        | 20   | +31.071   | 21      |       |
| 17  | 26 | Adrián Martín       | JHK t-shirt Laglisse      | FTR Honda    | 20   | +40.292   | 16      |       |
| 18  | 51 | Kenta Fujii         | Technomag-CIP-TSR         | TSR Honda    | 20   | +42.822   | 29      |       |
| 19  | 8  | Jack Miller         | Caretta Technology        | Honda        | 20   | +42.896   | 22      |       |
| 20  | 89 | Alan Techer         | Technomag-CIP-TSR         | TSR Honda    | 20   | +47.451   | 20      |       |
| 21  | 17 | John McPhee         | Caretta Technology        | KRP Honda    | 20   | +48.245   | 26      |       |
| 22  | 29 | Luca Amato          | Mapfre Aspar              | Kalex KTM    | 20   | +48.359   | 31      |       |
| 23  | 32 | Isaac Viñales       | Ongetta-Centro Seta       | FTR Honda    | 20   | +48.439   | 25      |       |
| 24  | 28 | Josep Rodríguez     | Moto FGR                  | FGR Honda    | 20   | +1:03.762 | 30      |       |
| 25  | 30 | Giulian Pedone      | Ambrogio Next Racing      | Suter Honda  | 20   | +1:10.290 | 28      |       |
| 26  | 99 | Danny Webb          | Mahindra Racing           | Mahindra     | 20   | +1:10.484 | 32      |       |
| 27  | 82 | Yuudai Kamei        | 18 Garage Racing          | Honda        | 19   | +1 giro   | 27      |       |

### Ritirati
| Nº | Pilota            | Squadra                        | Motocicletta | Giri | Griglia |
| -- | ----------------- | ------------------------------ | ------------ | ---- | ------- |
| 94 | Jonas Folger      | Mapfre Aspar                   | Kalex KTM    | 19   | 7       |
| 39 | Luis Salom        | RW Racing GP                   | Kalex KTM    | 19   | 6       |
| 23 | Alberto Moncayo   | Andalucia JHK t-shirt Laglisse | FTR Honda    | 19   | 15      |
| 41 | Brad Binder       | RW Racing GP                   | Kalex KTM    | 14   | 18      |
| 9  | Toni Finsterbusch | Racing Team Germany            | Honda        | 4    | 24      |

### Non partiti
| Nº | Pilota           | Squadra            | Motocicletta | Griglia |
| -- | ---------------- | ------------------ | ------------ | ------- |
| 80 | Armando Pontone  | IodaRacing Project | Ioda         | 33      |
| 20 | Riccardo Moretti | Mahindra Racing    | Mahindra     | 34      |